# شهرستان پری (آلاباما)
شهرستان پری، آلاباما (به انگلیسی: Perry County, Alabama) شهرستانی در ایالات متحده آمریکا است که در آلاباما واقع شده‌است.

## خصوصیات
شهرستان پری ۱٬۸۷۵٫۱۶ کیلومترمربع مساحت دارد.